# Masojedy
Masojedy település Csehországban, a Kolíni járásban. Masojedy Doubek, Hradešín és Doubravčice településekkel határos. Lakosainak száma 113 fő (2024. január 1.).

## Népesség
A település lakosságának változását az alábbi diagram mutatja:
| Lakosok száma | 233  | 254  | 224  | 154  | 99   | 57   | 86   | 88   | 109  | 113  |
|               | 1869 | 1890 | 1921 | 1950 | 1980 | 2001 | 2017 | 2019 | 2022 | 2024 |